# Juan de Zamudio
Juan de Zamudio fue un militar español de fines del siglo XVII que se desempeñó como gobernador del Tucumán entre 1696 y 1702.

## Biografía
Juan de Zamudio y Tellitu nació en el año 1653, en San Vicente de Baracaldo. Provenía de familia de nobleza local, heredando la casa de Bagaza. Fue hijo de Juan de Zamudio Arbaiza, un noble caballero de Vizcaya, y de Sebastiana de Tellitu.
Sirvió en la Real Marina española desde el año 1666, con apenas trece años, en compañía del almirante general Mateo de la Haya. Asistió a la expedición a cargo del príncipe de Monte Santo a Tierra Firme en 1667 y a la de Francisco de Avaria en 1669, sirviendo como cartógrafo. Navegó por Buenos Aires y realizó servicios en el Perú. Fue portador de muchos socorros de armas y de sacerdotes jesuitas, entre Cádiz y Buenos Aires. Junto a él siempre estuvo su sobrino Juan Crisóstomo de Dizido y Zamudio, quien llegó a ser alférez real, maestre de campo y capitán de milicias.
En 1688 fue nombrado caballero de la Orden de Santiago y más tarde en 1696 se trasladó definitivamente a América para hacerse cargo de la gobernación y capitanía general del Tucumán, mandato que cumplió hasta el año 1702.
Finalizado su gobierno, fijó su residencia en Buenos Aires, donde sirvió en el desalojo de la Colonia del Sacramento de los portugueses hasta que estos abandonaron la plaza.
Se casó con Inés de Salazar-Muñatones y Azoca en la catedral de Buenos Aires, el 5 de mayo de 1677. Falleció en dicha ciudad años más tarde.

## Gobierno del Tucumán (1696-1702)
Una de las principales tareas de la Gobernación del Tucumán llevada a cabo por Juan de Zamudio consistió en reconocer la frontera y sostener, como hicieron sus predecesores, la guerra con los mocovíes para lograr su pacificación.
Luego del terremoto que destruyó Esteco en 1692, Zamudio hizo construir un refugio siete leguas al sur de la actual ciudad de Metán, que denominó Fuerte del Rosario. El fuerte de Nuestra Señora de Esteco se destinó como presidio del Chaco.
El 15 de octubre de 1696, el Consejo de Indias, mediante Real cédula expedida en Madrid y dirigida tanto al obispo de la Catedral del Tucumán como al virrey del Perú y al gobernador, comunicaba que se había resuelto trasladar la iglesia Catedral de Santiago del Estero a la de Córdoba, y que se había solicitado a la Santa Sede la bula de aprobación del papa. Mandó también que el superávit de los novenos aplicados a los párrocos se aplicasen en la fábrica de la iglesia por diez años. Instruyó también al gobernador para que diera las gracias a los vecinos y los aliente a que terminen la obra.
En 1697 una nueva campaña derrotó definitivamente a los calchaquíes, garantizando el pleno dominio español. Se estima que unos 11 000 indígenas fueron erradicados y reducidos a encomiendas. Fue el fin de la tercera guerra calchaquí.
El 24 de junio de 1699 se efectivizó la orden dispuesta por la real cédula y se trasladó la iglesia Catedral, fijándose la sede episcopal en la ciudad de Córdoba, como una nueva cabeza del Obispado del Tucumán. Cabe destacar que dicha Catedral se levantó gracias a las limosnas de los vecinos, los cuales tenían el propósito hacer de ella una de las mayores y mejores de las entonces existentes, razón por la que recibieron las muestras de gratitud del propio rey.
El gobernador Juan de Zamudio se mudó a Córdoba junto con las autoridades religiosas, a las que había facilitado el traslado de la sede episcopal. Sin embargo, las malas relaciones entre el obispo y Zamudio llevaron al mismo monarca a reprender al gobernador por entrometerse en cuestiones ajenas a su oficio; por ejemplo, en la colecta que se realizaba en las misas.
En 1700 trasladó a Salta la sede civil del gobierno que antes estaba en Santiago del Estero. La aduana que funcionaba en Córdoba, fue trasladada a Jujuy para controlar el ingreso y el egreso de mercaderías a la Gobernación del Tucumán desde y hacia el Alto Perú y Lima y para percibir los impuestos correspondientes.
Al final de su mandato se le efectuó un juicio de residencia y fue acusado por los gastos realizados durante su gestión, las inversiones efectuadas en la fortificación de la ciudad de Esteco y lo erogado en las campañas contra los indígenas.

### Carta del gobernador Zamudio al rey
El 22 de mayo de 1702 Juan de Zamudio envió una carta al rey Carlos II en donde le informaba que la jurisdicción que él gobernaba padecía del azote de los indígenas mocovíes y de otras naciones, que en sus asaltos no perdonaban sexo y cortaban las cabezas en cuyos casos bebían y comían los niños. Que en esos cinco años de su gobierno él mantuvo con gastos propios las fronteras, porque los fondos de la Real Hacienda sólo le permitían sustentar 20 o 30 soldados en Esteco, que terminaron enfermos con grandes tumores en la garganta que llaman cotos. Que en 1701 fueron asesinados muchas mujeres y niños en varias estancias, que estaban fuera del camino real, y por ende desprotegidos del Fuerte del Rosario.
También que urgía al monarca unir las fuerzas militares de las provincias del Tucumán, Tarija y Paraguay para acabar con la guerra contra el infiel, ya que de lo contrario en breve se perderían la provincia, las ciudades y los caminos. Destacó la pobreza de la provincia y que poca gente habitaba en las ciudades y el resto en el campo. Córdoba que tenía 160 casas, estaba muy lejos de la ciudad de Buenos Aires como para ayudarla contra enemigos de Europa.
Que Santiago del Estero había sido afligida ese año por el hambre y sin embargo se habían alistado 80 hombres de esa ciudad para socorro de Buenos Aires, por recelo del escocés y del inglés.
Informó que entre las causas de la disminución de los indígenas están las pestes de sarampión y de viruela que han sufrido, con increíble mortandad. Por último, se quejó de la falta de ayuda del elemento eclesiástico.